# Ca l'Amic (Mollet del Vallès)
Ca l'Amic és un conjunt residencial rural de Gallecs (Mollet del Vallès, Vallès Oriental) format per tres masies: Ca l'Andreu, Cal Farra i Ca l'Antic o Can Fornaguera.

## Descripció
Les tres masies estan relacionades entre elles de manera diversa i complexa, amb cossos annexes i patis. Ca l'Andreu està adossada a la masia de Cal Ferrat i al pati de Ca l'Antich. L'obra és de paredat comú, els sostres són de bigues i cabirons de fusta, la teulada és de teula àrab. L'ús original del conjunt és residencial amb dependències pel treball del camp. Està ocupat però deslligat sensiblement de l'activitat agrícola. Presenta una manca de manteniment a causa de la pèrdua de l'activitat principal.

## Història
A la llinda de fusta de la planta pis de Ca l'Andreu hi ha escrita la data 1744. Sobre l'arc rebaixat del portal d'accés al magatzem de Ca l'Andreu hi ha la data 1882.
El valor fonamental del conjunt no és tant per l'arquitectura o tipologia de cada un dels edificis individualment entesos, sinó per la complexitat i riquesa de les seves relacions que el converteixen en un dels espais més rics de la història rural de Gallecs. Podria formar part de les construccions d'equipament del futur Parc Natural de Gallecs, ja que té el valor afegit de pertànyer a un àmbit natural.
El Pla Especial de Protecció del Patrimoni Arquitectònic de Mollet del Vallès, aprovat provisionalment el 1984, l'incorporava com un element a protegir. Està declarat com a bé cultural d'interès local des del 24 de febrer de 2000.